# Suicide Silence
Suicide Silence (укр. Самогубне мовчання) — американський метал-гурт з міста Ріверсайд, Каліфорнія, який грає у стилях дезкор та металкор. Він був утворений у 2002 році й на сьогодні випустив 6 альбомів та 4 мініальбоми.

## Історія

### Початок діяльности, перші демо- та мініальбоми (2002—2007)
Хлопці вперше зібралися наприкінці 2002 року. Тоді Suicide Silence був лише сайд-проєктом для його учасників, які тоді грали в інших місцевих гуртах. Склад тоді був таким: Рік Еш і Кріс Ґарса на гітарах, Майк Бодкінс на басах, Джош Годдард на ударних і Мітч Лакер з Таннером Вомаком — на вокалі. Після першого виступу з гурту пішов Таннер Вомак, і хлопці без нього записали два демо-альбоми: «Demo» та «Family Guy» (2004).
Після оновлення складу учасники гурту припинили відноситися до нього як до сайд-проєкту, записавши останнє демо «Pre-Pod Demo» в 2005 році і засівши за запис дебютного мініальбому. Він вийшов 30 вересня цього ж року (і через рік був перевиданий у Великій Британії) на лейблі Third Degree, отримавши назву «Suicide Silence». Але після запису мініальбому гурт залишили барабанщик Джош Годдард та гітарист Рік Еш, заміною яким стали Марк Гейлмун та Алекс Лопес відповідно.

### «The Cleansing» (2007—2008)
Змінивши лейбл з Third Degree на Century Media Records, хлопці засіли у студії в першій половині 2007 року, і вже 22 червня пісні «Unanswered» і «Bludgeoned to Death» були розміщені у світовій мережі для вільного завантажування. Альбом містить 12 пісень і одну приховану пісню. На три пісні з цього альбому, а саме на «The Price of Beauty» і «Bludgeoned to Death» в 2008 році та «Unanswered» в 2009. були зняті відеокліпи. За результатами продажів у перший тиждень, було продано 7 250 копій, що стало рекордом для дебютних альбомів, записаних на Century Media Records.
Завдяки успіху альбому гурт вирушив у 2008 році в тур США в рамках Mayhem Festival, розділивши одну сцену зі Slipknot, Disturbed й іншими «важковаговиками» американської метал-сцени.

### «Green Monster (мініальбом)» (2008—2009)
У 2008 році гурт зазнав змін у своєму складі: замість Майка Бодкінса на бас-гітарі став грати Деніел Кенні, з яким гурт записав свій другий мініальбом «Green Monster», на якому, крім власних пісень гурту, є також переспів пісні гурту Deftones «Engine No. 9».

### «No Time To Bleed» та мініальбом «Wake Up» (2009—2010)
Незабаром після Mayhem Festifal і запису «Green Monster» гурт почав записувати новий альбом на студії «Machine Shop» в місті Хобокен, Нью-Джерсі. Запис було закінчено 13 березня 2009 року, пісня «Lifted» була викладена на MySpace гурту 20 квітня, а пісню «Wake Up» можна було вільно завантажувати з 1 червня.
Альбом було презентовано 30 червня, і тільки в США він був проданий у перший тиждень продажу в кількості 14 000 копій. Кліпи було знято на пісні «Wake Up» (презентовано 27 липня), «Genocide» (презентовано 20 жовтня) і «Disengage» (презентовано 20 квітня 2010 року).
Ось що сказав вокаліст Мітч Лакер стосовно нового альбому:
| «Новий альбом просто знесе «The Cleansing»!» |
29 грудня 2009 року гурт представив свій новий твір: мініальбом «Wake Up», який розповсюджувався суто через інтернет-магазин iTunes у цифровому вигляді. Він містить, окрім однойменної пісні, її «живу» та «змікшовану» Шоном «Clown» Креєном версії.
В жовтні 2010 року гурт почав свій тур Time to Bleed Tour (укр. Тур «Час Проливати Кров»), де вони виступають як хедлайнери. Підтримувати хлопців будуть «колеги» з гуртів MyChildren MyBride, Molotov Solution, The Tony Danza Tapdance Extravaganza й Conducting from the Grave.

### Смерть Мітча
Вранці 1 листопада 2012 лідер «Suicide Silence» Мітч Лакер помер від травм, які отримав в мотоциклетній аварії напередодні ввечері. У Лос-Анджелесі з важкими травмами о 9 вечора музиканта привезли в лікарню, але лікарі виявилися безсилі. Вокаліст помер через кілька годин. Згідно з повідомленням Служби з розслідування випадків раптової смерти округу Орандж-Каунті, смерть Мітча Лакера констатували о 6:17 ранку в Медцентрі Університету штату Каліфорнія в Ірвіні. Згідно з повідомленням газети The Los Angeles Times, двадцятивосьмилітній Лакер їхав по центру Лос-Анджелеса на своєму чорному Harley-Davidson, коли не зумів впоратися з керуванням і врізався в ліхтарний стовп. Він вилетів із сидіння і вдарився об землю. Мотоцикл зіткнувся з вантажівкою, водій якої не постраждав.

## Творчий доробок

### Студійні альбоми
- 2007 — The Cleansing
- 2009 — No Time To Bleed
- 2011 — The Black Crown
- 2014 — You Can't Stop Me
- 2017 — Suicide Silence
- 2020 — Become The Hunter

### Мініальбоми
- 2005 — Suicide Silence
- 2008 — Green Monster
- 2009 — Wake Up
- 2015 — Sacred Words

### Концертні альбоми
- 2014 — Ending Is the Beginning: The Mitch Lucker Memorial Show (Відеоальбом)
- 2019 — Live & Mental

### Демо-альбоми
- 2003 — Demo
- 2004 — Family Guy
- 2005 — Pre-Pod Demo

### Збірки
- 2019 — Rare Ass Shit (збірка раритетних та демо-записів)

### Сингли
Пісні Suicide Silence
| Рік  | Назва                 | Альбом                 |
| ---- | --------------------- | ---------------------- |
| 2008 | «Green Monster»       | The Cleansing          |
| 2009 | «Wake Up»             | «Wake Up (мініальбом)» |
| 2009 | «Genocide»            | No Time To Bleed       |
| 2010 | «Disengage»           | No Time To Bleed       |
| 2011 | «No Time To Bleed»    | No Time To Bleed       |
| 2011 | «You Only Live Once»  | The Black Crown        |
| 2012 | «Slaves To Substance» | The Black Crown        |
| 2012 | «Fuck Everything»     | The Black Crown        |
| 2014 | «Cease to Exist»      | You Can't Stop Me      |
| 2014 | «Don't Die»           | You Can't Stop Me      |
| 2014 | «Monster Within»      | You Can't Stop Me      |
| 2014 | «Inherit the Crown»   | You Can't Stop Me      |
| 2017 | «Doris»               | Suicide Silence        |
| 2017 | «Silence»             | Suicide Silence        |
| 2019 | «Meltdown»            | Become the Hunter      |
| 2019 | «Love Me To Death»    | Become the Hunter      |
| 2019 | «Feel Alive»          | Become the Hunter      |
| 2020 | «Two Steps»           | Become the Hunter      |
| 2022 | «Thinking in Tongues» | —                      |

### Відеокліпи
- Destruction of a Statue (Live) (2005)
- No Pity For a Coward (LIVE, 2007)
- The Price of Beauty (2008)
- Bludgeoned to Death (2008)
- No Time To Bleed (2008)
- Unanswered (2009)
- Wake Up (2009)
- Genocide (2009)
- Disengage (2010)
- You Only Live Once (2011)
- FUCK Everything (2012)
- You Can't Stop Me (2014)
- Inherit the Crown (2014)
- Sacred Words (2015)
- Doris (2017)
- Dying in a Red Room (2017)
- Part 1: Meltdown (2019)
- Part 2: Love Me To Death (2019)
- Part 3: Feel Alive (2019)
- Two Steps (2020)